# Carlinhos Bala
José Carlos da Silva, más conocido como Carlinhos Bala, (Recife, Pernambuco, Brasil, 17 de septiembre de 1979) es un futbolista brasileño. Juega de delantero y su actual equipo es la Atlético Goianiense de la Serie B (Brasil).
Destaca por su velocidad y prestancia a la hora de definir las jugadas y su movilidad entre los defensas. A pesar de su baja estatura, convierte muchos goles de cabeza. 

## Clubes
| Club                | País     | Año       |
| ------------------- | -------- | --------- |
| Santa Cruz FC       | Brasil   | 1999-2001 |
| Clube Náutico       | Brasil   | 2001      |
| SC Beira-Mar        | Portugal | 2002-2004 |
| Santa Cruz FC       | Brasil   | 2004-2006 |
| Cruzeiro EC         | Brasil   | 2006      |
| Sport Recife        | Brasil   | 2007-2008 |
| Clube Náutico       | Brasil   | 2009-2010 |
| Atlético Goianiense | Brasil   | 2010      |
| Sport Recife        | Brasil   | 2011      |

## Palmarés

### Campeonatos nacionales
| Título                  | Club          | País   | Año  |
| ----------------------- | ------------- | ------ | ---- |
| Campeonato Pernambucano | Santa Cruz FC | Brasil | 2005 |
| Campeonato Pernambucano | Sport Recife  | Brasil | 2007 |
| Campeonato Pernambucano | Sport Recife  | Brasil | 2008 |
| Copa de Brasil          | Sport Recife  | Brasil | 2008 |